# Pristidactylus casuhatiensis
Espèce
Statut de conservation UICN

 CR B1ab(iii) : 
En danger critique
Synonymes
- Cupriguanus casuhatiensis Gallardo, 1968

Pristidactylus casuhatiensis est une espèce de sauriens de la famille des Leiosauridae.

## Répartition et habitat
Cette espèce est endémique de la province de Buenos Aires en Argentine. Elle vit dans la pampa (plaine tempérée d'Amérique du Sud) jusqu'à 700 m d'altitude.

## Publication originale
- Gallardo, 1968 : Dos nuevas expecies de Iguanidae (Sauria) de la Argentina. Neotropica, Buenos Aires vol. 14, no 43, p. 1-8.